# André-Marie Ampère
André-Marie Ampère (født 20. januar 1775, død 10. juni 1836) var en fransk fysiker og matematiker. Han udførte grundlæggende eksperimenter om sammenhængen mellem elektrisk strøm og magnetisme. Måleenheden for elektrisk strøm, ampere, er opkaldt efter ham. 